# Max González Olaechea
Maximiliano González Olaechea, más conocido como Max González Olaechea (Arequipa, 30 de noviembre de 1867 - Ica, 5 de febrero de 1946) fue un médico, clínico y catedrático universitario peruano.

## Biografía
Hijo de Julián Gonzáles y Trinidad Olaechea. Hermano de Manuel González Olaechea (abogado, periodista y docente universitario) y Víctor González Olaechea (magistrado).
Realizó sus estudios superiores en la Facultad de Medicina Humana San Fernando de la Universidad Nacional Mayor de San Marcos, en Lima, en la que se graduó de bachiller con una tesis sobre la Cirrosis hepática de forma atrófica de origen palúdico (1891). Posteriormente se graduó de doctor en medicina presentando la tesis: «El epiplocele consecutivo a la abertura de los abscesos hepáticos por el método de las grandes incisiones» (1893).
En 1892 fue nombrado médico auxiliar interino del Hospital Nacional Dos de Mayo, teniendo también un breve paso por el Hospital Militar San Bartolomé de Lima. En 1912 pasó a ser médico titular del Hospital Dos de Mayo. Por entonces, ejercía también la docencia. En 1914 fue nombrado jefe de Sala San José del mismo nosocomio, donde laboró ininterrumpidamente hasta 1931, cuando fue elegido Decano de la Facultad de Medicina.
En el campo de la docencia universitaria, fue tres veces decano de la Facultad de Medicina de la Universidad de San Marcos (1931; 1939-1941; y 1945-1946), catedrático de Patología General (1901), de Clínica Médica, de Medicina Legal, de Nosografía Quirúrgica (1903), de Teoría de Partos (1904), de Patología y Clínica Propedéutica y Semiología (1906-1922) y, finalmente, de Clínica Médica de Varones (1922-1946). Formó numerosas generaciones de médicos, que le tributaron fervorosa admiración.
En el Perú fue el iniciador y promotor de semiología en la enseñanza de la clínica médica. Fue el primero en practicar la punción lumbar, cuando era estudiante de medicina (1890). Fue uno de los primeros en usar el electrocardiógrafo, marca Siemens, adquirido por la Facultad e instalado en el Hospital Nacional Dos de Mayo. Tuvo especial predilección por la neurología, sobre la que hizo observaciones originales, aunque sus artículos publicados en revistas especializadas nos demuestran también su interés en los diversos aparatos y sistemas orgánicos (digestivo, respiratorio, circulatorio y renal), así como en las enfermedades infecciosas, como la verruga peruana. Introdujo nuevas clasificaciones de enfermedades, como las del riñón, e hizo diagnósticos de males novedosos para el ambiente médico limeño.
De igual manera, fue presidente de la Sociedad Médica Unión Fernandina; presidente de la Academia Nacional de Medicina, entre 1921 y 1923; y el primer médico latinoamericano en ser nombrado Miembro de Honor de la American Academy of Medicine, en Nueva York (1925).

## Publicaciones
Sus trabajos se enfocan sobre casi todas las ramas de Medicina Interna. Exclusivamente en temas neurológicos realizó 34 publicaciones. En su mayor parte se publicaron en La Crónica Medica y en la Revista Médica Peruana.
De entre sus publicaciones, citamos las siguientes:
- Formas clínicas de la enfermedad de Carrión (verruga peruana).
- Dos casos de verruga generada en Lima.
- Síndrome de Banti sifilítico asociado a hepatitis icterígena.
- Eosinofilia infecciosa y vagotonía.
- Endocartitis de evolución subaguda o lenta.
- Esclerosis de la arteria pulmonar. Enfisema pulmonar.
- Clasificación de las icterias.
- Encefalitis epidémica.
- Herpes zona y encefalitis epidémica.
- Síndrome gastrointestinal reflejo por colecistitis calculosa.
- Ataxia aguda de Leyden.
- Esclerosis lateral amiotrófica.
- Espondilitis rizomiélica.

## Homenajes
En su honor, lleva su nombre una promoción de médicos peruanos.
En la ciudad de Lima, se instaló un busto suyo en el parque de la Medicina (escultura de Campagnola).
Igualmente, la Fundación Max González Olaechea obsequió el 5 de febrero de 1947 una escultura suya, esculpida por Victorio Macho, al Hospital Dos de Mayo, en Lima, en el que ejerció su profesión.
El doctor Aljovín, presidente de la Academia Nacional de Medicina del Perú, le dedicó un sentido homenaje en el 40.º aniversario de su fallecimiento, que se conmemoró en 1986.
Además, es de resaltar que en el distrito de La Victoria, en Lima, hay una calle con su nombre, que es en la que pasa por donde se dictaban anteriormente las clases del colegio parroquial San Norberto.